# Liste des chefs d'État du Burkina Faso
Cet article concerne les chefs d’État de la Haute-Volta et du Burkina Faso. Pour la fonction institutionnelle, voir Président du Burkina Faso.
À partir de l’indépendance du pays, le 5 août 1960, plusieurs chefs d’État se sont succédé à la tête de la république de Haute-Volta (1960-1984), puis, du Burkina Faso (depuis 1984).

## Liste
- Union démocratique voltaïque-Rassemblement démocratique africain (UDV-RDA)
- Indépendant
- Militaire

- Organisation pour la démocratie populaire/Mouvement du travail (ODP-MT) → Congrès pour la démocratie et le progrès (CDP)
- Mouvement du peuple pour le progrès (MPP)

| N°                         | Portrait                   | Titulaire (Naissance-mort)         | Élection                | Mandat                  | Mandat                  | Mandat                      | Parti politique         | Parti politique                                |
| N°                         | Portrait                   | Titulaire (Naissance-mort)         | Élection                | Début                   | Fin                     | Durée                       | Parti politique         | Parti politique                                |
| Haute-Volta (1959-1984)    | Haute-Volta (1959-1984)    | Haute-Volta (1959-1984)            | Haute-Volta (1959-1984) | Haute-Volta (1959-1984) | Haute-Volta (1959-1984) | Haute-Volta (1959-1984)     | Haute-Volta (1959-1984) | Haute-Volta (1959-1984)                        |
| -------------------------- | -------------------------- | ---------------------------------- | ----------------------- | ----------------------- | ----------------------- | --------------------------- | ----------------------- | ---------------------------------------------- |
| 1                          |                            | Maurice Yaméogo (1921-1993)        | 1959                    | 11 décembre 1959        | 3 janvier 1966          | 6 ans et 23 jours           |                         | UDV-RDA                                        |
| 2                          | Sangoulé Lamizana          | Sangoulé Lamizana (1916-2005)      | Coup d'État             | 3 janvier 1966          | 14 juin 1970            | 14 ans, 10 mois et 22 jours |                         | Militaire/ Indépendant                         |
| 2                          | Sangoulé Lamizana          | Sangoulé Lamizana (1916-2005)      | Transition              | 14 juin 1970            | 8 février 1974          | 14 ans, 10 mois et 22 jours |                         | Militaire/ Indépendant                         |
| 2                          | Sangoulé Lamizana          | Sangoulé Lamizana (1916-2005)      | Coup d'État             | 8 février 1974          | 28 mai 1978             | 14 ans, 10 mois et 22 jours |                         | Militaire/ Indépendant                         |
| 2                          | Sangoulé Lamizana          | Sangoulé Lamizana (1916-2005)      | 1978                    | 28 mai 1978             | 25 novembre 1980        | 14 ans, 10 mois et 22 jours |                         | Militaire/ Indépendant                         |
| 3                          | Saye Zerbo                 | Saye Zerbo (1932-2013)             | Coup d'État             | 25 novembre 1980        | 7 novembre 1982         | 1 an, 11 mois et 13 jours   |                         | Militaire                                      |
| 4                          |                            | Jean-Baptiste Ouédraogo (1942-)    | Coup d'État             | 8 novembre 1982         | 4 août 1983             | 8 mois et 27 jours          |                         | Militaire                                      |
| 5                          | Thomas Sankara             | Thomas Sankara (1949-1987)         | Coup d'État             | 4 août 1983             | 4 août 1984             | 1 an                        |                         | Militaire                                      |
| Burkina Faso (depuis 1984) |                            |                                    |                         |                         |                         |                             |                         |                                                |
| (5)                        | Thomas Sankara             | Thomas Sankara (1949-1987)         | —                       | 4 août 1984             | 15 octobre 1987 †       | 3 ans, 2 mois et 11 jours   |                         | Militaire                                      |
| 6                          | Blaise Compaoré            | Blaise Compaoré (1951-)            | Coup d'État             | 15 octobre 1987         | 24 décembre 1991        | 27 ans et 16 jours          |                         | Militaire                                      |
| 6                          | Blaise Compaoré            | Blaise Compaoré (1951-)            | 1991                    | 24 décembre 1991        | 22 décembre 1998        | 27 ans et 16 jours          |                         | ODP-MT                                         |
| 6                          | Blaise Compaoré            | Blaise Compaoré (1951-)            | 1998                    | 22 décembre 1998        | 20 décembre 2005        | 27 ans et 16 jours          |                         | CDP                                            |
| 6                          | Blaise Compaoré            | Blaise Compaoré (1951-)            | 2005                    | 20 décembre 2005        | 25 novembre 2010        | 27 ans et 16 jours          |                         | CDP                                            |
| 6                          | Blaise Compaoré            | Blaise Compaoré (1951-)            | 2010                    | 25 novembre 2010        | 25 octobre 2014         | 27 ans et 16 jours          |                         | CDP                                            |
| —                          |                            | Révolution                         | —                       | 25 octobre 2014         | 31 octobre 2014         |                             |                         | Insurrection populaire de 2014 au Burkina Faso |
| 7                          | Honoré Traoré              | Honoré Traoré (1957-)              | Révolution              | 31 octobre 2014         | 1er novembre 2014       | 1 jour                      |                         | Militaire                                      |
| 8                          | Isaac Zida                 | Isaac Zida (1965-)                 | Transition              | 1er novembre 2014       | 21 novembre 2014        | 20 jours                    |                         | Militaire                                      |
| 9                          | Michel Kafando             | Michel Kafando (1942-)             | Transition              | 21 novembre 2014        | 29 septembre 2015       | 9 mois et 27 jours          |                         | Indépendant                                    |
| 10                         | Gilbert Diendéré           | Gilbert Diendéré (1960-)           | Coup d’État             | 17 septembre 2015       | 23 septembre 2015       | 6 jours                     |                         | Militaire                                      |
| 11                         | Chérif Sy                  | Moumina Chériff Sy (1960-)         | Intérim (en dispute)    | 17 septembre 2015       | 23 septembre 2015       | 6 jours                     |                         | Indépendant                                    |
| 12                         | Roch Marc Christian Kaboré | Roch Marc Christian Kaboré (1957-) | 2015                    | 29 décembre 2015        | 28 décembre 2020        | 6 ans et 26 jours           |                         | MPP                                            |
| 12                         | Roch Marc Christian Kaboré | Roch Marc Christian Kaboré (1957-) | 2020                    | 28 décembre 2020        | 24 janvier 2022         | 6 ans et 26 jours           |                         | MPP                                            |
| 13                         | Paul-Henri Sandaogo Damiba | Paul-Henri Sandaogo Damiba (1981-) | Coup d'État             | 24 janvier 2022         | 30 septembre 2022       | 8 mois et 6 jours           |                         | Militaire                                      |
| 14                         | Ibrahim Traoré             | Ibrahim Traoré (1988-)             | Coup d'État             | 30 septembre 2022       | en cours                | 2 ans, 10 mois et 5 jours   |                         | Militaire                                      |

## Intitulé de la fonction de chef de l’État
Ci-dessous l'historique de l'intitulé de la fonction de chef de l'État depuis l'indépendance de la république de Haute-Volta (1960) à nos jours :
| Période                              | Fonction                                                          | Nom de l'État             | Régime                                                             |
| ------------------------------------ | ----------------------------------------------------------------- | ------------------------- | ------------------------------------------------------------------ |
| 5 août 1960 - 3 janvier 1966         | Président de la République                                        | République de Haute-Volta | Ire République (Constitutions de mars 1959 et du 27 novembre 1960) |
| 3 janvier 1966 - 14 juin 1970        | Président du gouvernement militaire provisoire                    | République de Haute-Volta | Gouvernement militaire                                             |
| 14 juin 1970 - 8 février 1974        | Président de la République                                        | République de Haute-Volta | IIe République (Constitution du 14 juin 1970)                      |
| 8 février 1974 - 28 mai 1978         | Président du gouvernement de renouveau national                   | République de Haute-Volta | Gouvernement intérimaire                                           |
| 28 mai 1978 - 25 novembre 1980       | Président de la République                                        | République de Haute-Volta | IIIe République (Constitution du 27 novembre 1977)                 |
| 25 novembre 1980 - 7 novembre 1982   | Président du Comité militaire de restauration du progrès national | République de Haute-Volta | Gouvernement militaire                                             |
| 7 novembre 1982 - 4 août 1983        | Président du Comité de salut populaire                            | République de Haute-Volta | Gouvernement militaire                                             |
| 4 août 1983 - 4 août 1984            | Président du Conseil national révolutionnaire                     | République de Haute-Volta | Gouvernement militaire                                             |
| 4 août 1984 - 15 octobre 1987        | Président du Conseil national révolutionnaire (président du Faso) | Burkina Faso              | Gouvernement militaire                                             |
| 15 octobre 1987 - 24 décembre 1991   | Président du Front populaire (président du Faso)                  | Burkina Faso              | Gouvernement militaire                                             |
| 24 décembre 1991 - 31 octobre 2014   | Président (président du Faso)                                     | Burkina Faso              | IVe République (Constitution du 11 juin 1991)                      |
| 1er novembre 2014 - 21 novembre 2014 | Chef de l’État de transition                                      | Burkina Faso              | IVe République (Constitution du 11 juin 1991)                      |
| 21 novembre 2014 - 29 décembre 2015  | Président de la Transition (président du Faso)                    | Burkina Faso              | IVe République (Constitution du 11 juin 1991)                      |
| 29 décembre 2015 - 24 janvier 2022   | Président (président du Faso)                                     | Burkina Faso              | IVe République (Constitution du 11 juin 1991)                      |
| 24 janvier 2022 - 31 janvier 2022    | Président du MPSR                                                 | Burkina Faso              | IVe République (Constitution du 11 juin 1991)                      |
| 31 janvier 2022 - 2 mars 2022        | Président du MPSR, président (président du Faso)                  | Burkina Faso              | IVe République (Constitution du 11 juin 1991)                      |
| 2 mars 2022 - 30 septembre 2022      | Président du MPSR, président de la Transition (président du Faso) | Burkina Faso              | IVe République (Constitution du 11 juin 1991)                      |
| 30 septembre 2022 - 21 octobre 2022  | Président du MPSR                                                 | Burkina Faso              | IVe République (Constitution du 11 juin 1991)                      |
| 21 octobre 2022 - 25 mai 2024        | Président du MPSR, président de la Transition                     | Burkina Faso              | IVe République (Constitution du 11 juin 1991)                      |
| Depuis le 25 mai 2024                | Président, chef de l'État (président du Faso)                     | Burkina Faso              | IVe République (Constitution du 11 juin 1991)                      |